# Бекслихит (железнодорожная линия)
Железнодорожная линия Бекслихит (англ. Bexleyheath line) протянулась на 13 км от Луишема до Дартфорда в Кенте (Великобритания). Она отделяется от линии Северного Кента к востоку от станции Блэкхит и вновь соединяется с ней к югу от Слейд-Грин возле Дартфорда.

## История
Впервые идея о строительстве линии была предложена в 1881 году, когда сквайр Джонс из Ист-Уикема организовал петицию, чтобы убедить компанию Юго-Восточной железной дороги построить линию до Бекслихита. Это привело к созданию 20 августа 1883 года компании Bexley Heath Railway Company, под руководством железнодорожного инженера, Альфреда Бина (владельца Дэнсон-Хаус). Компания состояла из местных землевладельцев, стремящихся повысить стоимость своих земель для строительства жилья. В 1883 году компания добилась принятия парламентского акта о строительстве линии через Ли. Однако после этого начались споры между двумя компаниями и разногласия по поводу окончательного маршрута, и в 1887 году был принят другой акт, разрешающий строительство линии по новому маршруту, через Блэкхит, включая строительство тоннеля длиной 1,6 км у восточного входа на станцию Блэкхит. Впоследствии проект столкнулся с финансовыми трудностями, и только в 1891 году работы на линии наконец начались, а контракт на строительство был заключен с бригадой Ригби.
После очередной задержки из-за оползня в Блэкхите в 1894 году линия Бекслихит была наконец открыта 1 мая 1895 года, по ней ходило 12 поездов в день до вокзала Чаринг-Кросс и обратно. В день открытия духовой оркестр промаршировал от станции Бекслихит до станции Барнехерст, а затем вернулся обратно на поезде. В число акционеров новой линии входили: Чарльз Бидл, торговец углем и кукурузой; Джордж Менс Смит, торговец маслом и владелец скобяной лавки; и Альфред Бин. Однако вскоре компания обанкротилась, и в 1900 году Южно-Восточная железная дорога, которая ранее отказалась строить линию, была вынуждена взять на себя управление.
Первоначально линия включала пять станций: Кидбрук, Элтхэм-Уэлл-Холл, Уэллинг, Бекслихит и Барнехерст. Все они были примитивными деревянными сооружениями. Более совершенная станция была открыта в Элтхэм-Парк в 1908 году для обслуживания пассажиров первого класса из поместья Элтхэм-Парк. 6 июня 1926 года линия была электрифицирована компанией Southern Railway вместе с другими местными маршрутами Юго-восточной и Чатемской железной дороги на протяжении до Дартфорда. Изначально построенные для обслуживания сельских районов, станции Уэлл-Холл, Уэллинг, Бекслихит и Барнехерст были перестроены в 1932 году для обслуживания расширившегося в 1930-х годах района, а станция Фалконвуд была добавлена в 1936 году.
11 июня 1972 года поезд сошёл с рельсов на крутом повороте на станции Элтхэм-Уэлл-Холл, в результате чего погибли 5 человек и 126 получили ранения.
Станция Кидбрук была заменена на сборную конструкцию в 1972 году в рамках программы CLASP. В 1994 году она была заменена кирпичным сооружением, а в 2021 году началась ещё одна перестройка. В 1985 году новая железнодорожная Элтхэм заменила две существующие станции (Уэлл Холл и Элтхэм-Парк), обслуживающие Элтхэм. Изменения совпали с открытием новой дороги Rochester Way Relief Road, которая является частью дороги A2.
В 2010-х годах на линии неоднократно происходили оползни, в том числе оползень 11 февраля 2019 года, из-за которого линия была закрыта как минимум на неделю. Линия Бекслихит также была временно закрыта с 15 по 23 февраля 2020 года для проведения работ по улучшению железнодорожного пути, чтобы предотвратить дальнейшие оползни в районе Барнехерста.

## Пассажирское сообщение
Пассажирское сообщение осуществляется компанией Southeastern. Поезда следуют до лондонcких вокзалов Чаринг-Кросс, Кэннон-Стрит и Виктория.
С понедельника по субботу в непиковый период:
- 2 поезда в час между Чаринг-Кросс и Дартфордом[англ.] с остановками по всем станциям, кроме Сент-Джонс[англ.] и Нью-Кросс[англ.];
- 2 поезда в час между вокзалом Виктория и Грейвзендом[англ.] с остановками по всем станциям до Дартфорда[англ.], затем в Гринхите[англ.] и Грейвзенде[англ.];
- 2 поезда в час между вокзалом Кэннон-Стрит[англ.] и станцией Барнехерст[англ.] с остановками по всем станциям. Возвращение на Кэннон-стрит с остановками по всем станциям через Вулидж-Арсенал[англ.] и Гринвич[англ.].

В воскресенье:
- 2 поезда в час между вокзалом Виктория и Дартфордом, с остановками по всем станциям.